# Son Yeon-jae
Đây là một tên người Triều Tiên, họ là Son.
Son Yeon-jae (sinh ngày 28 tháng 5 năm 1994 tại Seoul) là một vận động viên thể dục nhịp điệu người Hàn Quốc. Cô đã đoạt huy chương vàng toàn năng cá nhân tại Đại hội Thể thao châu Á 2014, huy chương đồng toàn năng cá nhân tại Á vận hội 2010 và 3 lần vô địch châu Á vào các năm 2013, 2015 và 2016.  Son hiện chủ yếu tập huấn tại Nga. Vị trí cao nhất trên đấu trường quốc tế của cô là hạng 4 tại 2 giải đấu gồm giải Vô địch Thế giới năm 2014 và Olympic 2016. Năm 2014, cô tuyên bố giải nghệ.

## Sự nghiệp
Son tập thể dục từ bé nhằm giảm cân. Năm 2008, cô giành huy chương vàng toàn năng cá nhân tại giải Angel Cup ở Malaysia. Năm 2009, cô biểu diễn trong lễ khai mạc sự kiện Festa on Ice của nhà vô địch trượt băng Kim Yuna. Từ ngày 13-15 tháng 11 năm 2009, Son giành chức vô địch toàn năng cá nhân ở lứa tuổi thiếu niên tại giải Slovenian Challenge Tournament, đánh dấu lần đầu tiên một vận động viên thể dục nhịp điệu người Hàn Quốc giành huy chương vàng tại một giải đấu của FIG. Son trở thành ngôi sao tại Hàn Quốc sau khi giành huy chương đồng tại Á vận hội 2010. Ngay sau đó, cô sang Nga tập huấn dài hạn.
Son Yeon-jae thi đấu chuyên nghiệp lần đầu tiên ở giải Kalamata World Cup 2010, kết thúc ở vị trí thứ 12. Sau đó, cô xếp thứ 11 tại giải Corbeil-Essonnes International Rhythmic Gymnastics Tournament. Ở giải Vô địch Thế giới năm 2010, cô xếp thứ 32 tại nội dung toàn năng cá nhân nên không thể lọt vào vòng chung kết. Tại giải Grand Prix 2011, cô xếp thứ 19 với 100.700 điểm.
Tại giải Grand Prix 2012, cô xếp đồng hạng 18 với Wong Poh San với tổng điểm 100.850. Vào tháng 4 năm 2012, Son trở thành vận động viên thể dục nhịp điệu Hàn Quốc đầu tiên giành huy chương tại hệ thống World Cup Series, Category B với chiếc huy chương đồng ở nội dung lắc vòng, xếp thứ 4 ở tổng tất cả các nội dung. Vào tháng 5 năm 2012, cô về cuối ở phần chung kết nội dung lắc vòng tại giải World Cup Series, Category B tại Uzbekistan, xếp hạng 5 chung cuộc. Sau đó, cô xếp ở vị trí áp chót về tổng điểm ở giải World Cup Series, Category A tại Bulgaria.

### Thế Vận Hội 2012
Son xếp hạng 6 ở vòng loại. Tại phần chung kết toàn năng, sau 2 lượt đầu, Son thậm chí đứng thứ 3 nhưng để mất điểm đáng tiếc ở những lượt sau đó và đứng hạng 5 chung cuộc với tổng điểm 111.475.

### Á Vận Hội 2014 trên sân nhà
Son Yeon-jae xuất sắc trở thành vận dộng viên Hàn Quốc đầu tiên trong lịch sử giành huy chương vàng thể dục nhịp điệu tại Á Vận Hội. Cô được bầu chọn là vận động viên của năm của Hàn Quốc với 42 phần trăm phiếu bầu, hơn cả đàn chị Kim Yuna với 33.3 phần trăm phiếu bầu. Sau đó, cô còn nhận thêm giải thưởng MBN Women Sports Award 2014 ở Seoul.

### Thế Vận Hội 2016
Son Yeon-jae xếp hạng 4 chung cuộc tại nội dung toàn năng cá nhân nữ với tổng điểm 72.898.

## Đời tư
Son Yeon-jae là con một. Cô có họ hàng với vận động viên trượt băng nổi tiếng của Hàn Quốc Yun Yea-ji
Ngày 28/5/2022, truyền thông đưa tin cô sẽ kết hôn vào tháng 8 với bạn trai ngoài ngành giải trí.
Tháng 8/2022, cô chính thức lên xe hoa với bạn trai ngoài ngành giải trí.

## Thành tựu

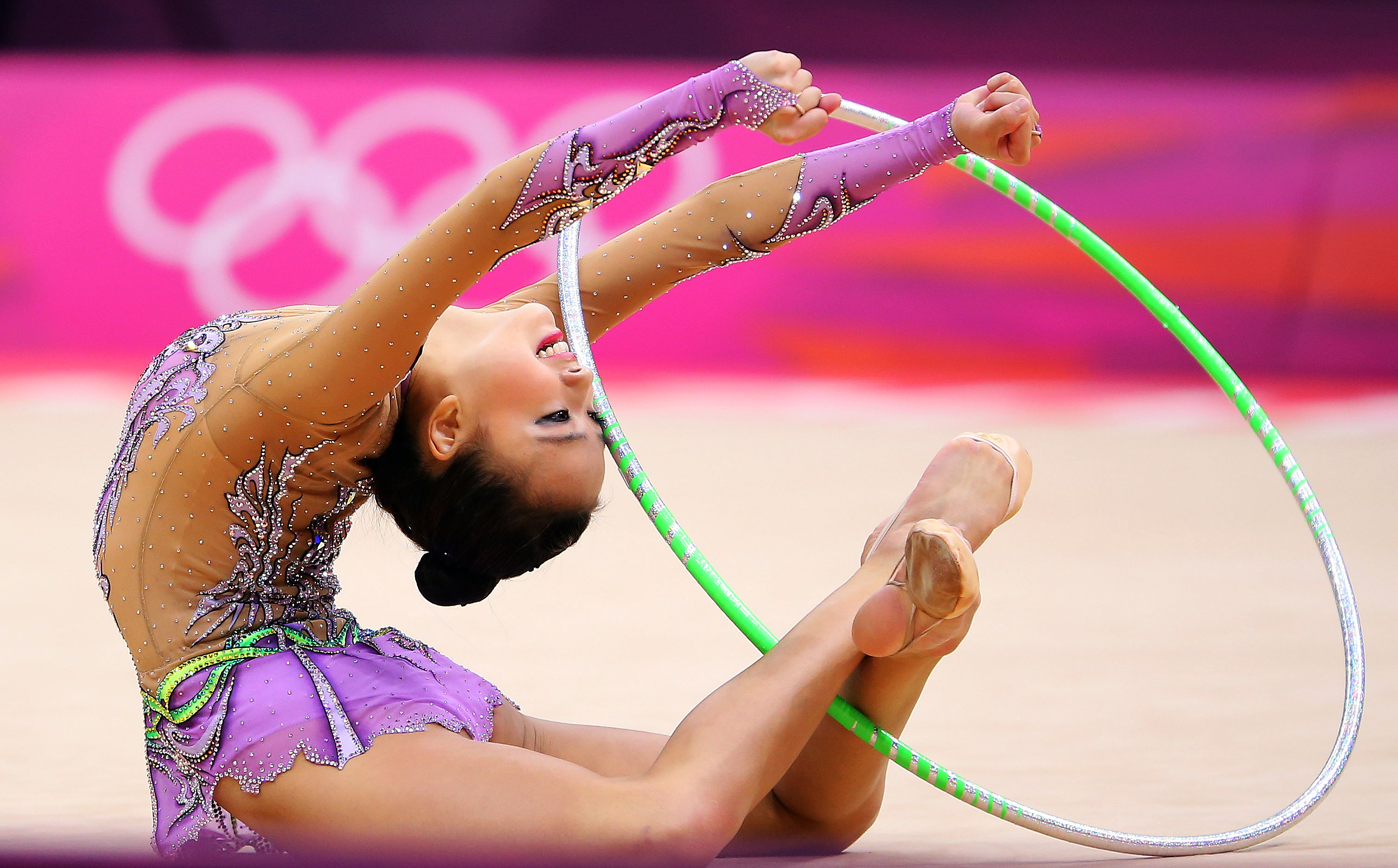
Son at the 2012 Summer Olympics

- Vận động viên Hàn Quốc đầu tiên giành huy chương tại Giải Thể dục nhịp điệu Vô địch Thế giới vào năm 2014.
- Vận động viên Châu Á và Hàn Quốc đầu tiên giành huy chương vàng toàn năng cá nhân tại hệ thống World Cup Series.
- Vận động viên thể dục nhịp điệu người Hàn Quốc đầu tiên chiến thắng tại Giải Vô địch Châu Á.
- Vận động viên thể dục nhịp điệu người Hàn Quốc đầu tiên giành huy chương vàng Á Vận Hội.

## Tham gia chương trình tạp kĩ
Son Yeon-jae xuất hiện trong 2 tập 109 và 110 của chương trình Running Man của kênh SBS cùng với huy chương vàng Olympic Bắc Kinh 2008 ở môn bơi Park Tae-hwan. Cô còn tham gia tập 130 của chương trình "Win Win" của kênh KBS2 để nói về sự chăm chỉ và những khó khăn lúc tập luyện. Ngoài ra, Son Yeon-jae có mặt trong 2 tập 296 và 350 của chương trình Thử thách cực đại của đài MBC.

## Nhạc nền biểu diễn
| Năm  | Nội dung | Tựa đề nhạc |
| ---- | -------- | --- |
| 2016 | Lắc vòng | "Valse", by Nicolas Jorelle |
| 2016 | Bóng     | "Parla Piu Piano", by Filippa Giordano |
| 2016 | Gậy      | "Oye Negra", by Terry Snyder |
| 2016 | Ruy băng | "Libertango" by Michel Camilo, Tomatito, Cinema Serenade Ensemble                                                                           |
| 2015 | Lắc vòng | "Cornish Rhapsody", by Hubert Bath |
| 2015 | Bóng     | "Somos", by Raphael |
| 2015 | Gậy      | "Cigany" and "I Know What You Want", by !DelaDap; "Qué Dolor", by Fanfare Ciocarlia                                                         |
| 2015 | Ruy băng | "Le Corsaire-Pas De Deux And Variations" by London Festival Ballet Orchestra, Terrence Kern                                                 |
| 2014 | Lắc vòng | "Don Quixote", by Léon Minkus |
| 2014 | Bóng     | "You Don't Give Up On Love", by Mark Minkov                                                                                                 |
| 2014 | Gậy      | "Luna Mezzo Mare", by Patrizio Buanne; "Seyra", by Petr Dranga                                                                              |
| 2014 | Ruy băng | "Bahrain", by Princess |
| 2013 | Lắc vòng | "Turandot", by Giacomo Puccini |
| 2013 | Bóng     | "My Way", performed by André Rieu |
| 2013 | Gậy      | "Bella Bella Signorina", by Patrizio Buanne                                                                                                 |
| 2013 | Ruy băng | "Swan Lake", by Pyotr Tchaikovsky |
| 2012 | Lắc vòng | "Pas De Deux", by Pyotr Tchaikovsky |
| 2012 | Bóng     | "Limelight Theme", by André Rieu |
| 2012 | Gậy      | "Jazz Machine", by Black Machine; "Only You", by Max Greger                                                                                 |
| 2012 | Ruy băng | "Un bel di vedremo" (from Madame Butterfly) by Giacomo Puccini                                                                              |
| 2011 | Lắc vòng | "Pas De Deux", by Pyotr Tchaikovsky |
| 2011 | Bóng     | "Mystic moon" by Bowfire |
| 2011 | Gậy      | "Samb adagio" by Safri Duo |
| 2011 | Ruy băng | "Young Prince and Princess" music from Scheherazade by Nikolai Rimsky-Korsakov                                                              |
| 2010 | Lắc vòng | ? |
| 2010 | Bóng     | Venice rooftops / Ezio's family / The Madam / Flight over Venice 2 music from Assassin's Creed 2 OST by Jesper Kyd                          |
| 2010 | Gậy      | ? |

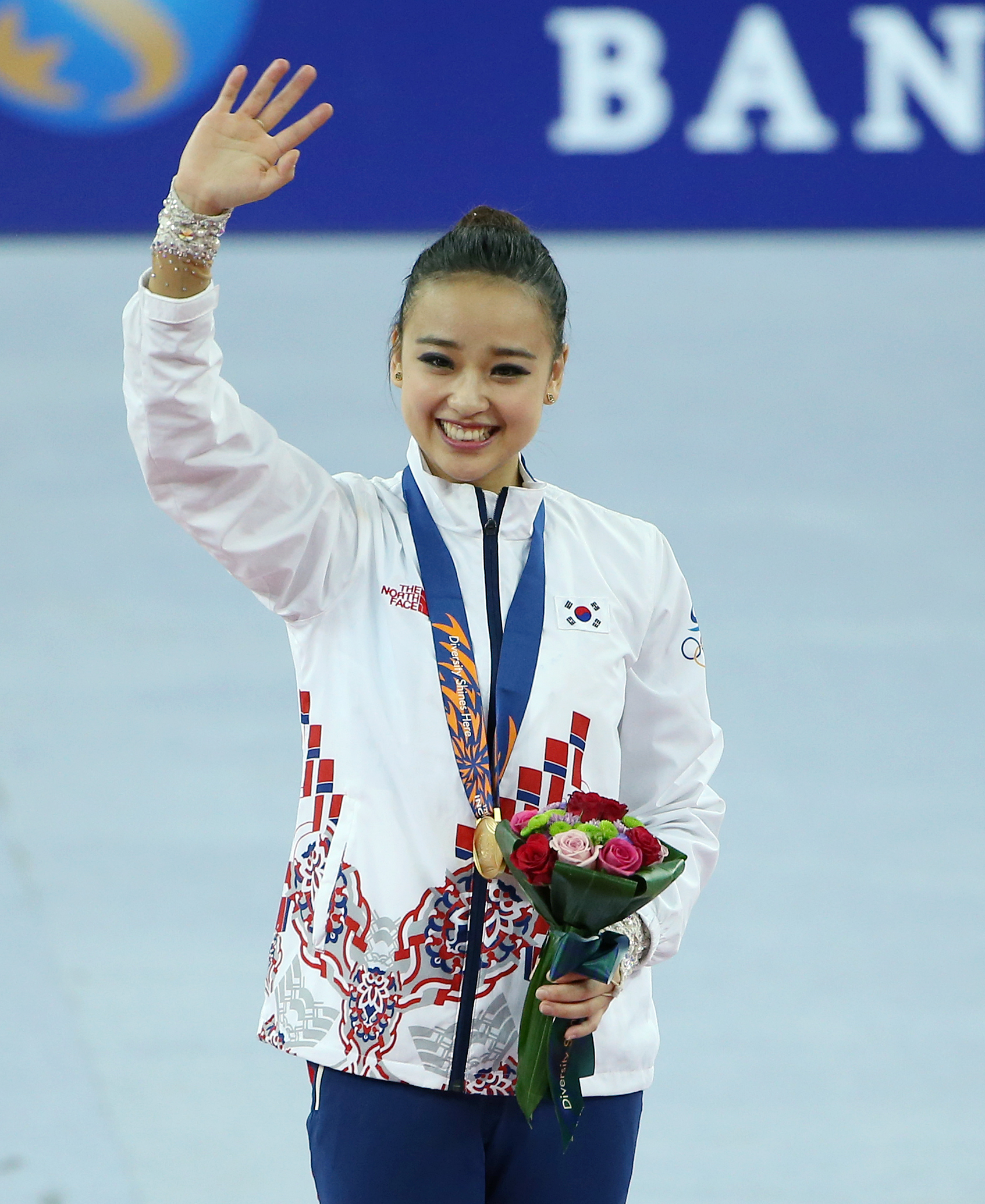
Son's gold medal at the 2014 Asian Games

| 2010 | Ruy băng | Have You Been Hanging Out With Vicars? / Vampires? Lesbian vampires! music from Lesbian Vampire Killers OST by Royal Philharmonic Orchestra |

## Kết quả thi đấu tại Thế Vận Hội
| Năm  | Miêu tả  | Địa điểm       | Nhạc nền                                                          | Nội dung  | Tổng điểm | Điểm vòng loại |
| ---- | -------- | -------------- | ----------------------------------------------------------------- | --------- | --------- | -------------- |
| 2016 | Olympics | Rio de Janeiro |                                                                   | Toàn năng | 72.898    | 71.956         |
| 2016 | Olympics | Rio de Janeiro | "Valse", by Nicolas Jorelle                                       | Lắc vòng  | 18.216    | 17.466         |
| 2016 | Olympics | Rio de Janeiro | "Parla Piu Piano", by Filippa Giordano                            | Bóng      | 18.266    | 18.266         |
| 2016 | Olympics | Rio de Janeiro | "Oye Negra", by Terry Snyder                                      | Gậy       | 18.300    | 18.358         |
| 2016 | Olympics | Rio de Janeiro | "Libertango" by Michel Camilo, Tomatito, Cinema Serenade Ensemble | Ruy băng  | 18.116    | 17.866         |

| Năm  | Miêu tả  | Địa điểm | Nhạc nền                                                     | Nội dung  | Tổng điểm | Điểm vòng loại |
| ---- | -------- | -------- | ------------------------------------------------------------ | --------- | --------- | -------------- |
| 2012 | Olympics | Luân Đôn |                                                              | Toàn năng | 111.475   | 110.300        |
| 2012 | Olympics | Luân Đôn | "Pas De Deux", by Pyotr Tchaikovsky                          | Lắc vòng  | 28.050    | 28.075         |
| 2012 | Olympics | Luân Đôn | "Charlie Chaplin Soundtrack", by Charlie Chaplin             | Bóng      | 28.325    | 27.825         |
| 2012 | Olympics | Luân Đôn | "Jazz Machine", by Black Machine; "Only You", by Max Greger  | Gậy       | 26.750    | 26.350         |
| 2012 | Olympics | Luân Đôn | Un bel di vedremo (from Madame Butterfly) by Giacomo Puccini | Ruy băng  | 28.350    | 28.050         |